# Eidgenössisch-Demokratische Union Aargau
Die Eidgenössisch-Demokratische Union Aargau, kurz EDU Aargau, ist eine christlich-konservative Schweizer Partei. Als Aargauer Kantonalpartei der EDU Schweiz ist sie der religiösen Rechten zuzuordnen.

## Geschichte
Von 1997 bis 2001 war die EDU mit Erwin Plüss aus Rothrist im Aargauischen Grossen Rat – welcher damals aus 200 Mitgliedern bestand – vertreten. Nach der Verkleinerung des Grossen Rates von 200 auf 140 Mitglieder verlor die EDU dieses Mandat. Erst als zu den Wahlen 2009 das biproportionale Zuteilungsverfahren nach Pukelsheim (doppeltproportionales Zuteilungsverfahren) eingeführt wurde, gewann die EDU wieder zwei Mandate im kantonalen Parlament. Während bei den nächsten drei Wahlen ihre Sitzzahl stabil blieb, konnte die EDU mit Roland Haldimann im Bezirk Aarau bei den Grossratswahlen 2024 erstmal einen dritten Sitz im kantonalen Parlament dazu gewinnen.

## Inhaltliches Profil
Die EDU Aargau orientiert ihre Politik gemäss eigenen Angaben an biblischen Grundwerten. Sie sieht in der Ehrfurcht und Verantwortung vor dem Schöpfer die Grundlage für «wahre Gerechtigkeit, Freiheit und Menschenwürde».
Gesellschaftspolitisch ist die Partei dem konservativen Lager zuzuordnen. Sie sieht die Ehe und Familie als «Grundzelle» der Gesellschaft, welche es vor dem Zerfall zu schützen gelte und finanziell entlastet werden müsse. Ein grosses Anliegen der EDU Aargau ist der «Lebensschutz» und die Menschenwürde. Dazu müssten so viele Suizide und Abtreibungen wie möglich durch vorbeugende Massnahmen und Hilfsangebote für Gefährdete verhindert werden.
Um die soziale Gerechtigkeit zu erhöhen, möchte die EDU keine weiteren Steuererleichterungen für die obersten Einkommen und keine Senkung der Prämienverbilligung bei den Krankenkassen. Zudem lehnt die EDU die Subventionierung der familienexternen Kinderbetreuung durch Kanton und Gemeinden ab. Aus ihrer Sicht ist Kinderbetreuung keine Staats-, sondern Elternaufgabe und führe zu höheren Steuern. Weiter möchte die EDU eine Anpassung der Kinder- und Ausbildungszulagen an die Teuerung.
Wirtschaftspolitisch positioniert sie sich liberal und tritt für eine soziale Marktwirtschaft und einen schlanken, starken und sicheren Staat ein. Um die Kantonsfinanzen im Gleichgewicht zu halten, will die EDU konsequent sparen, Schulden abbauen und dann Steuern senken. Zudem will die EDU Zürich, dass Steuerbetrug und -hinterziehungen unattraktiv gemacht werden.
Umweltpolitisch sieht die EDU Aargau das eigentliche Problem nicht beim CO2-Ausstoss oder beim Klimawandel, sondern generell beim hohen Verbrauch von Ressourcen und Energie. So setzt sie sich für den Ersatz von Klimarappen und CO2-Steuer durch die zweckgebundene, zeitlich beschränkte Lenkungsabgabe auf der Mineralölsteuer für fossile Brenn- und Treibstoffe  ein. Mit diesen Einnahmen sollen erneuerbare Energieträger gefördert und die Energieeffizienz verbessert werden. Damit die Energieversorgung in der Schweiz für die Zukunft sichergestellt ist, möchte die EDU einheimische Wasserkraftwerke ausbauen.
Sicherheitspolitisch setzt die EDU Aargau auf die Kantonspolizei, deren Sollbestand aufgefüllt werden soll. Sie sprach sich auch für eine konsequente Umsetzung der Ausschaffungs- und der Verwahrungsinitiative aus.

## Organisation
Die EDU Aargau gliedert sich in die elf Bezirksparteien Aarau, Baden, Bremgarten, Brugg, Kulm, Laufenburg, Lenzburg, Muri, Rheinfelden, Zofingen und Zurzach.
Der Vorstand setzt sich aus dem Präsidium, Vize-Präsidium, Aktuar, Kassier und je einer Vertretung jeder Bezirkspartei zusammen. Derzeitiger Präsident (Stand: Juni 2024) ist Roland Haldimann.

## Mandate

### Grosser Rat
Im Grossen Rat ist die EDU Aargau mit Martin Bossert aus dem Bezirk Zofingen, Rolf Haller aus dem Bezirk Kulm und Roland Haldimann aus dem Bezirk Aarau vertreten.

## Wähleranteil
Ergebnis der letzten Grossratswahlen nach Bezirken (Stand: Oktober 2024).
| Bezirk      | EDU-Wähleranteil | Anzahl zu vergebende Sitze | Anzahl erhaltene Sitze |
| ----------- | ---------------- | -------------------------- | ---------------------- |
| Aarau       | 1.86 (+0.2)      | 16                         | 1                      |
| Baden       | 0.72 (+0.23)     | 29                         | 0                      |
| Bremgarten  | 0.99 (+0.38)     | 16                         | 0                      |
| Brugg       | 1.90 (+0.41)     | 11                         | 0                      |
| Kulm        | 6.33 (-1.20)     | 9                          | 1                      |
| Laufenburg  | 1.41 (-0.12)     | 7                          | 0                      |
| Lenzburg    | 1.19 (+0.57)     | 12                         | 0                      |
| Muri        | 0.77 (+0.02)     | 8                          | 0                      |
| Rheinfelden | 1.73 (+0.45)     | 10                         | 0                      |
| Zofingen    | 4.08 (+0.47)     | 15                         | 1                      |
| Zurzach     | 0.89 (+0.13)     | 7                          | 0                      |